# Trapa Ngönshé
Trapa Ngönshé aussi Drapa Ngonshe (tibétain : གྲྭ་པ་མངོན་ཤེས, Wylie : grwa pa mngon shes) (1012–1090) est un tertön, découvreur de textes tibétain cachés (termas).
Il est célèbre pour avoir découvert  les quatre tantras de la médecine  au monastère de Samyé en 1038. Il est aussi l'un des maîtres de Machik Labdrön. En 1081, Drapa Ngonshe fonde le monastère de Dratang  (grwa thang) à Dranang.